# Asociación de Fútbol de Antigua y Barbuda
La Federación de Fútbol de Antigua y Barbuda (ABFA, siglas en inglés de Antigua and Barbuda Football Association) es una asociación que reagrupa los clubes de fútbol de Antigua y Barbuda, y se encarga de la organización de las competiciones nacionales como la Primera División de Antigua y Barbuda y los partidos internacionales de la Selección de fútbol de Antigua y Barbuda.
La Federación de Fútbol de Antigua y Barbuda se fundó en 1928. Está afiliada a la FIFA desde 1970, y es miembro de la Concacaf desde 1972.